# Cwichelm de Wessex

Reinos anglosajones de Inglaterra.

Cwichelm (m. alrededor de 636) fue un rey de Wessex. Hijo mayor de Cynegils. Acompañó a su padre en las luchas contra los galeses, a quienes derrotaron en Brampton (614), y contra el rey Penda de Mercia.
El historiador Beda el Venerable, en su obra Historia ecclesiastica gentis Anglorum, menciona a Cwichelm como el instigador del intento de asesinato del rey Edwin de Deira, alrededor del 626. La última mención de Cwichelm en las Crónicas indica que fue bautizado en Dorchester, al mismo tiempo que su padre y el rey Oswaldo de Northumbria, y que falleció el mismo año.
Luego de su muerte, su padre continuó en el trono. Posteriormente, el reino pasó a manos de su hermano Cenwalh.
Se le conoce un hijo, Cuthred, quien pudo haber sido un rey vasallo bajo Cynegils y Cenwalh.